# Дул (дехестан)
Дул (перс. دهستان دول) — дехестан в Ірані, у Центральному бахші шахрестану Урмія провінції Західний Азербайджан. До складу дехестану входять 24 села.

## Села
Балестан, Бардех-Кіш, Далов, Дарбанд, Даш-Аґол, Джолбар, Дізадже-Дул, Есламабад, Жарабад, Зівех, Камане, Камешлу, Канан-е-Алія, Канан-е-Софлі, Маджтаме-е-Карканан-Кархане-Сіман, Назназ, Нанас, Нарі, Насірабад, Піралі, Рашкан, Самарту, Солтанабад, Шахрак-е-Рустай-є-Насер.